# Santiago Bernabéu de Yeste
|  | Per informació sobre l'estadi de futbol, vegeu Estadi Santiago Bernabéu |

Santiago Bernabéu de Yeste (Almansa, Albacete, 8 de juny de 1895 - Madrid, 2 de juny de 1978) va ser un futbolista i president del Reial Madrid CF des del 1943 fins a la seva mort.

## Joventut
Bernabéu va néixer a Almansa, Albacete, Espanya el 1895, però de ben jove va traslladar-se a Madrid, capital de l'estat espanyol. Va estudiar dret i va ser funcionari del govern. Va fitxar pel Reial Madrid a la temporada 1911-12, després d'haver jugat al San Lorenzo de El Escorial, al nord de Madrid. Als primers partits amb el conjunt blanc va coincidir amb el seu germà Marcelo. Va jugar vuitanta partits oficials, marcant setanta gols. Es retirà com a jugador el 1928, i va passar a ser delegat i directiu del club.

## La 2a República i la Guerra Civil Espanyola
Durant la República, Bernabéu va simpatitzar amb membres de la CEDA.
Amb l'esclat de la Guerra, Bernabéu es va fer voluntari de l'exèrcit franquista. Després d'estar un temps amagat a Madrid perquè estava a la llista negra del Partit Comunista, va traslladar-se a la Zona Nacional i d'allí, fou destinat com a Caporal al Front d'Aragó, al Cuerpo de Ejército Marroquí, i a la Divisió 150 de Muñoz Grandes.
El 26 de març de 1938 van ocupar Fraga, per després passar a Lleida, Balaguer i Tremp. Aleshores fou condecorat amb la Medalla de la Campanya de l'Exèrcit Franquista i participà en l'assalt a Berga i en la desfilada triomfant de l'exèrcit franquista a l'ocupació de la ciutat de Barcelona.

## President del Reial Madrid
El 15 de setembre de 1943 va ser designat president del Reial Madrid. Càrrec que tindria fins a la seva mort, 35 anys després.
Sota la seva presidència el Reial Madrid va guanyar setze lligues, 6 copes d'Espanya, 6 Copes d'Europa i 1 Copa Intercontinental. Va ser un dels creadors de la Copa d'Europa de Clubs i va construir l'estadi que avui porta el seu nom. (Estadi Santiago Bernabéu). També va fitxar personalment jugadors com Alfredo Di Stéfano (amb molta polèmica), Luis Molowny, Amancio Amaro o Francisco Gento.

## Llegat
Va aconseguir canviar la història d'un club arruïnat després de la guerra civil fins a convertir-lo en un dels millors clubs del món. L'estadi del Reial Madrid CF es diu Estadi Santiago Bernabéu en honor seu.
Va ser titllat sovint d'anticatalà i, de fet, va deixar per a la història diverses frases: No és veritat aquells qui diuen que jo no estimo Catalunya. L'estimo i l'admiro malgrat els catalans. o Tenia un amic català, el defecte del qual era ser jugador del Barcelona, i a més, per si no n'hi hagués prou, professava com a català.

## Palmarès

### Reial Madrid CF
- 1 Copa del Rei: 1917
- 9 Campionats regionals de Madrid: 1912-13, 1915-16, 1916-17, 1917-18, 1919-20, 1921-22, 1922-23, 1923-24, 1925-26 i 1926-27.